# Anthodiscus mazarunensis
Anthodiscus mazarunensis är en tvåhjärtbladig växtart som beskrevs av Charles Louis Gilly. Anthodiscus mazarunensis ingår i släktet Anthodiscus och familjen Caryocaraceae. Inga underarter finns listade i Catalogue of Life.